# Кузнецов, Антон Борисович
Антон Борисович Кузнецов (род. 20 апреля 1970 года) — российский учёный-геолог, специалист в области региональной геологии, изотопной хемостратиграфии и геохронологии осадочных пород, член-корреспондент РАН (2016).

## Биография
Родился 20 апреля 1970 года.
В 1993 году — окончил геологический факультет СПбГУ (диплом с отличием).
В 2013 году — защитил докторскую диссертацию, тема: «Эволюция изотопного состава стронция в протерозойском океане».
В 2016 году — избран членом-корреспондентом РАН.
Руководитель лаборатории изотопной хемостратиграфии и геохронологии осадочных пород Института геологии и геохронологии докембрия (ИГГД) РАН, с 2019 года — врио директора, затем директор ИГГД.

## Научная деятельность
Специалист в области региональной геологии, изотопной хемостратиграфии и геохронологии осадочных пород.
Автор 215 научных работ, в том числе 1 монографии.
Разработал и ввел в геологическую практику нового методического подхода к определению возраста карбонатных пород в докембрии — метода стронциевой изотопной хемостратиграфии, независимого от традиционных биостратиграфического и изотопно-геохронологического подходов.
Количество публикаций — 125, цитирований — 1630, индекс Хирша — 24.

## Награды
- Главная премия МАИК Наука/Интерпериодика (в составе группы, за 2003 год) — за лучшую публикацию года по разделу наук о Земле в цикле статей в журналах «Стратиграфия. Геологическая корреляция» и «Доклады Академии наук» на тему «Стронциевая изотопная летопись образования суперконтинента Родиния: возрастные рамки, характерные особенности, определяющие факторы и биосферное значение»
- Медаль Российской академии наук для молодых ученых РАН (2003) — за лучший цикл научных работ по разделу наук о Земле на тему «Изотопный состав стронция в протерозойской морской воде: хемостратиграфия, геодинамика и диагенез карбонатных пород»
- Медаль Европейской Академии для молодых ученых России по разделу наук о Земле (2004)
- Почётная грамота Президента Российской Федерации (5 февраля 2024 года) — за заслуги в развитии отечественной науки, многолетнюю плодотворную деятельность и в связи с 300-летием со дня основания Российской академии наук[5].